# Бефстроганов
Бефстро́ганов, або м'я́со по-стро́гановськи (фр. bœuf Stroganoff — «яловичина по-строгановськи») — м'ясна страва із дрібно нарізаних шматочків яловичини, залитих гарячою сметанною підливою. Рідкісніші варіанти написання назви «беф-стро́ганов», «беф а ля Стро́ганов», «м'я́со по-стро́ганівськи».

## Історія

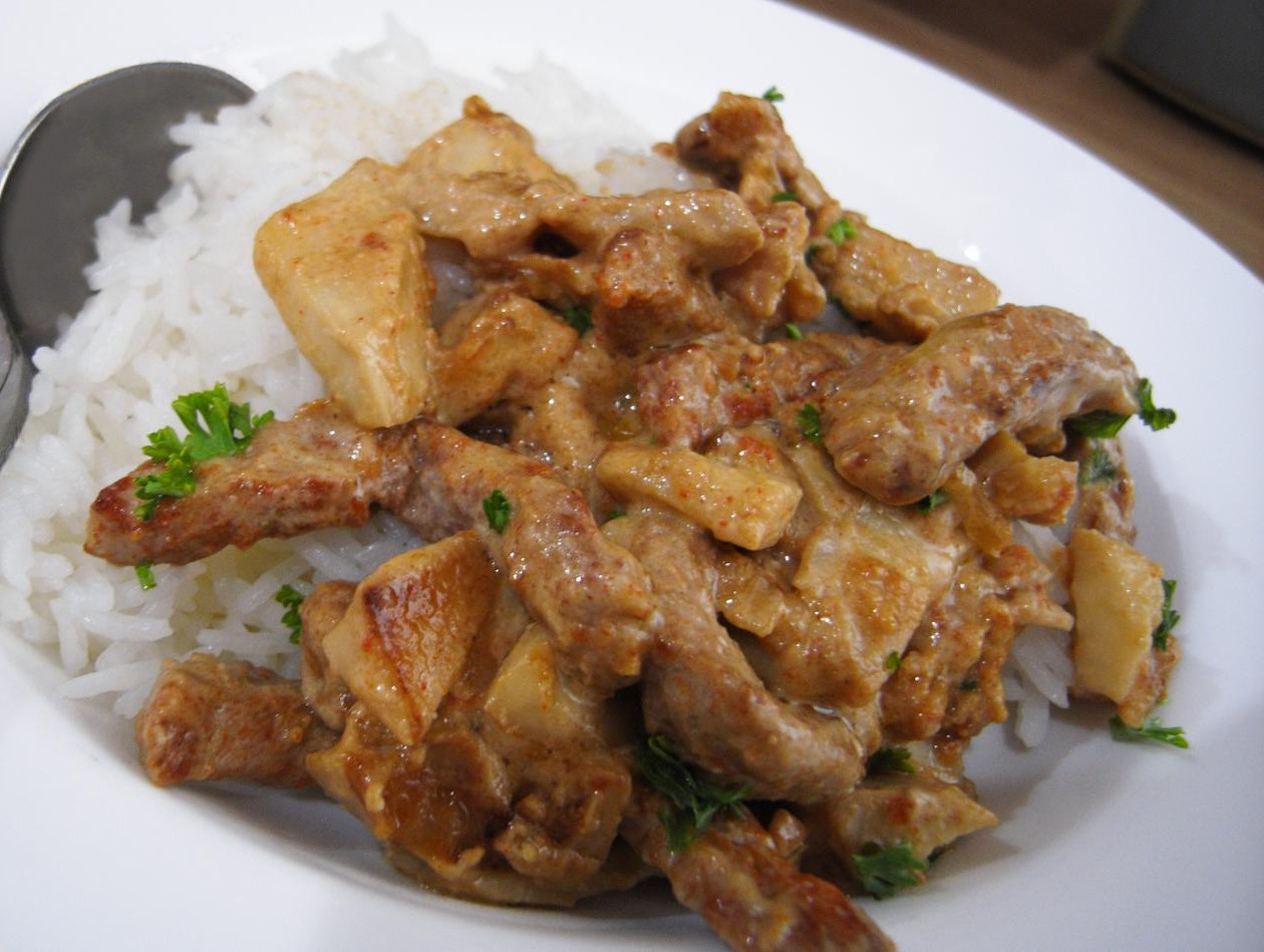
Бефстроганов з рисом.

Бефстроганов названий на честь графа Олександра Строганова, а тому виник не раніше 1890-х років.
Граф Строганов володів в Одесі так званим «відкритим столом», на який могла зайти будь-яка освічена і пристойно одягнена людина. Власне страва була винайдена для таких відкритих столів — по-перше, через зручність приготування, витриманість стандарту страви, по-друге, хорошого ділення на порції і по-третє, смакових властивостей. Звичайно, ця страва не була винайдена графом, а кимось із його кухарів, що вдало поєднав технологію французької кухні (обсмажування м'яса, його подавання із соусом) з прийомами російської кухні (соус подається не окремо, а як російська підлива — разом із м'ясом).
Крім того, існує версія, що страву винайшов французький кухар Андре Дюпон для графа Строганова, в якого в старості випали зуби.
Бефстроганов набув поширення у світі, його подають в різних закладах громадського харчування: від ресторанів до їдалень. Після Другої світової війни ця страва увійшла до номенклатури міжнародної ресторанної кухні як «російська», попри те, що не є національною російською стравою. Бефстроганов — типова авторська страва, тобто не має народного коріння.
Точний рецепт класичного бефстроганова не зберігся. Упродовж багатьох років і в різних країнах до його рецепту вносилися різні зміни, що приводили до втрати цілісності і технології страви.

## Приготування
Бефстроганов є другою стравою. Для нього найкраще підійде яловичина — полядвиця, внутрішня частина костреця та верхня частина тонкого краю.
Найкращий гарнір для м'яса по-строгановському — смажена у фритюрі картопля з додаванням часточок свіжого помідора, інколи разом з грибами. Бефстроганов і гарнір неодмінно подають гарячими, оскільки захолола страва втрачає смакові властивості і консистенцію.

### Класичний рецепт

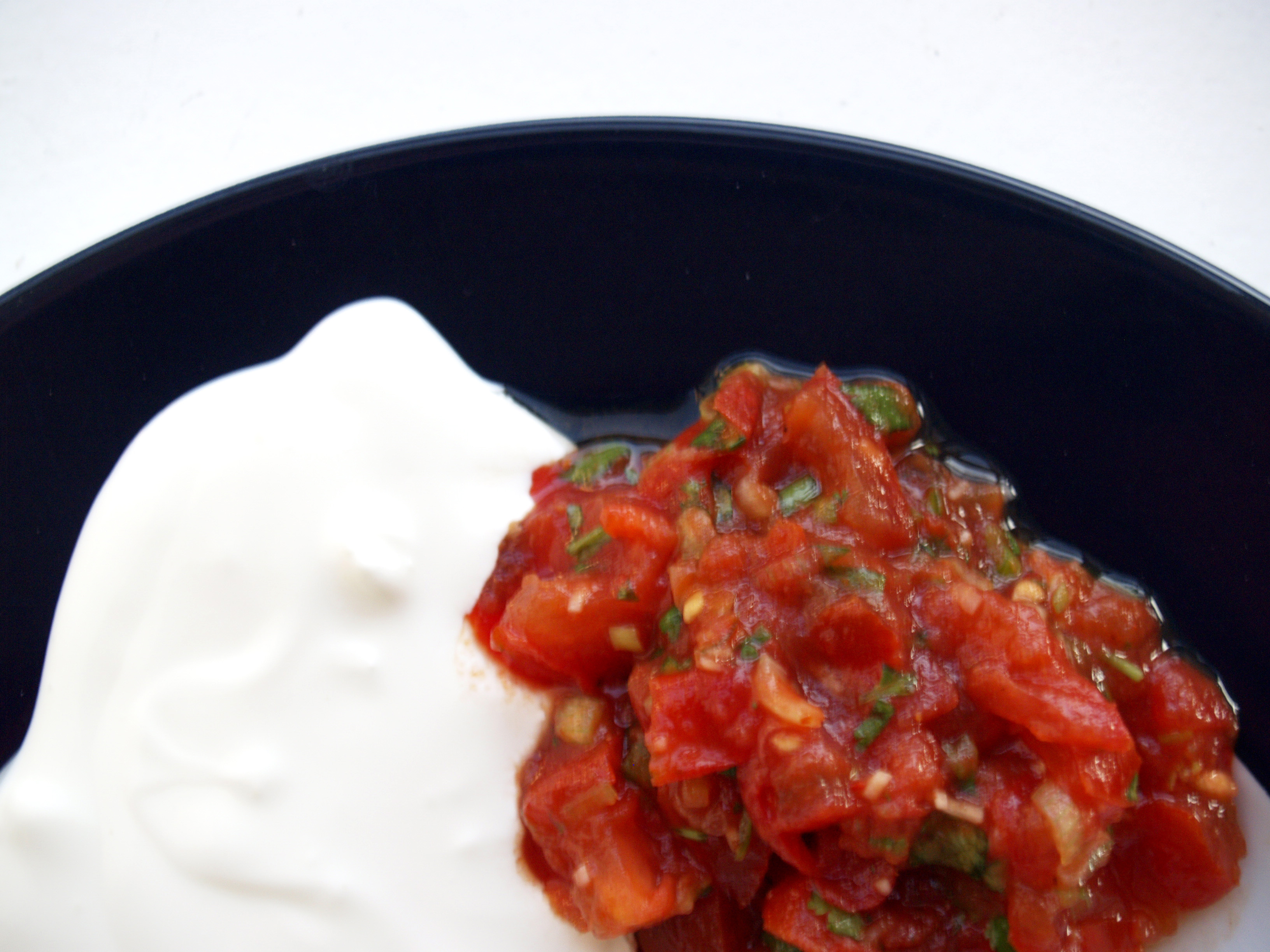
Крем-фреш або сметана для бефстроганов, разом з соусом сальса.

Яловичину легко відбивають. М'ясо нарізують впоперек волокон тонкими скибочками, завтовшки близько 0,5 сантиметра. Скибочки панірують в борошні. У сковороду наливають олію, а на дно сковороди викладають нарізану кружальцями городню цибулю. На великому вогні швидко обсмажують скибочки м'яса до появи коричневого кольору з лакованим полиском.
Обсмажування — найважливіший етап в приготуванні бефстроганов: воно не повинне тривати понад 5 хвилин, а ще краще 2-3 хвилини. Довге обсмажування неодмінно приведе до втрати соковитості скибочок.
Після короткочасного обсмажування скибочки яловичини заливають сметаною, вимішаною з томатною пастою. Пропорції сметани і томатної пасти є виключно смаковими, але краще, щоб сметани було більше. Тушкувати в накритій кришкою сковороді, залежно від якості м'яса від 15-20 хвилин до однієї години. Із спецій до бефстроганов додають тільки чорний перець. В одному з рецептів початку XX століття рекомендується влити до сметани 1-2 ст. л. мадери.
Можливе додавання до бефстроганов обсмажених до рум'яного чверток печериць, які додають разом зі сметаною.